# René Vandereycken
René Vandereycken (22 de julho de 1953) é um ex-futebolista belga que competiu na Copa do Mundo de 1986.

## Carreira
Ele foi vice-campeão europeu pela Bélgica no Campeonato Europeu de 1980, sediado na Itália.